# Cristian Tudor Popescu
Cristian Tudor Popescu (n. 1 octombrie 1956, București, România), cunoscut și ca CTP, este un inginer român care s-a făcut remarcat, după 1989, ca scriitor, filmolog, jurnalist la ziarul Adevărul. A fost director fondator al ziarului Gândul, după ce în 2005 a plecat de la Adevărul, împreună cu o parte din redacție. Are un doctorat în cinematografie, cu o teză pe tema propagandei și manipulării în filmul românesc. Jurnalistica sa e caracterizată de o înaltă plasticitate a limbajului, precum și de exprimarea de judecăți tăioase, inechivoce și pesimiste. 

## Biografie
Cristian Tudor Popescu s-a născut pe 1 octombrie 1956 în București, capitala Republicii Populare Române. A absolvit în 1981 Facultatea de Automatică și Calculatoare din București, obținând diploma de inginer.
Numele său real este Cristian Popescu, însă și-a adăugat prenumele tatălui, Tudor, datorită unei înțelegeri cu poetul Cristian Popescu care presupunea ca primul dintre cei doi care va publica un text să își păstreze numele, iar celălalt să facă o schimbare care să îi deosebească.
Înainte de a fi devenit un ziarist recunoscut, el s-a remarcat ca autor de proză științifico-fantastică.

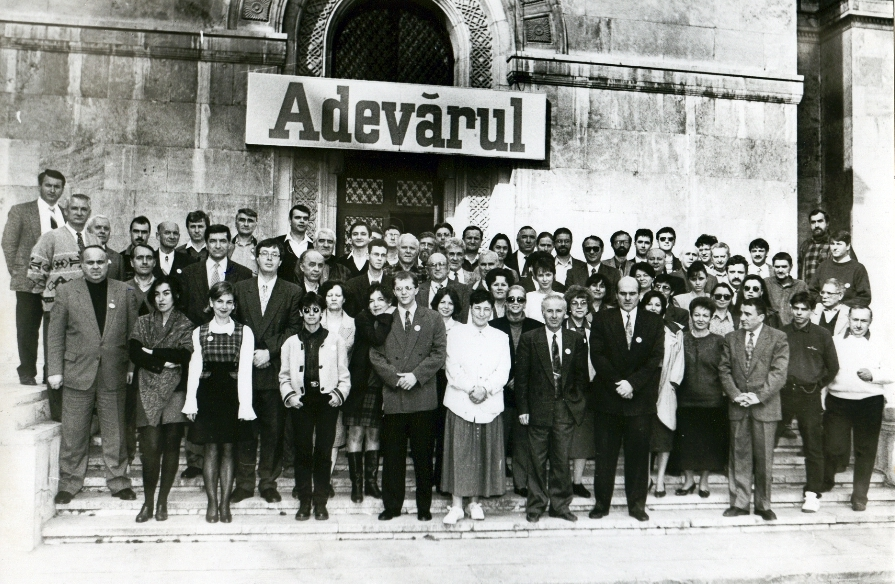
Redacția cotidianului Adevărul

Din 1991, a fost angajat al cotidianului Adevărul, ca redactor șef adjunct (1991–1996) și apoi ca redactor-șef (1996–2005). De asemenea, a fost redactor-șef al săptămânalului Adevărul literar și artistic (1992–2005).
În martie 2003, după decesul lui Dumitru Tinu, este ales președinte al Clubului Român de Presă, demisionând din această funcție în noiembrie 2006, pe motiv că „ziariștii au devenit, în prea mare măsură, niște mercenari”. În februarie 2007, Popescu a candidat la aceeași funcție pentru încă un an și a fost votat cu 113 voturi pentru, 16 împotrivă și 8 abțineri.
În 2005, a demisionat de la cotidianul Adevărul alături de alți 81 de jurnaliști și, împreună cu Mircea Dinescu, a fondat ziarul Gândul. Pe 12 ianuarie 2008, Popescu a demisionat din funcția de director al cotidianului Gândul, însă a rămas editorialist al publicației.
A avut numeroase apariții în mass-media, îndeosebi în cadrul unor talk-show-uri, Cap și Pajură (Realitatea Tv, împreună cu Emil Hurezeanu), CineTePrinde (în calitate de critic și istoric de film), Întâlnire cu presa (ProTv, împreuna cu Dumitru Tinu), Scurt pe doi (Tvr1, împreuna cu Ralu Filip), Cap limpede (Digi 24, împreuna cu Claudiu Pândaru), Cinematepeca (Digi 24, în calitate de critic și istoric de film), Cap la Cap (Recorder, împreună cu Anca Simina). Din 2012 până în prezent, emisiunea Judecata de Joi de la radio Europa FM.
Declarat, pe baza sondajelor de opinie, de 4 ori consecutiv ziaristul și analistul politic nr. 1 al României, în anii 2005, 2006, 2007, 2008. Deținător al premiului european pentru jurnalism al Fundației ZEIT-Stiftung, în valoare de 10.000 euro, în 2002. Distins cu Ordine dei Giornalisti, înmânat de președintele Italiei, Carlo Azeglio Ciampi, în decembrie 2004.
Pe 30 iulie 2015, Popescu și-a anunțat demisia de la ziarul online Gândul, unde ocupa funcția de editorialist. În același an a lansat împreună cu Claudiu Pândaru, Florin Negruțiu și Alex Livadaru proiectul editorial Republica.ro.
Activitatea de jurnalist s-a suprapus cu cea de comentator politic. În prezent este comentator politic la postul de radio Europa FM.
Un pasionat de tenis și de filme, Popescu publică adesea cronici dedicate ambelor domenii. A analizat revenirea antrenorului Daren Cahill in echipa Simonei Halep. Totodată a criticat festivismul produs de Ion Țiriac pentru Simona pe Arena Națională după Wimbledon.
Popescu este filmolog, doctor în cinematografie al Universității Naționale de Artă Teatrală și Cinematografică I.L. Caragiale, unde a susținut un curs de Tehnici de Manipulare și Propagandă în Cinematografie și Televiziune. În mai 2009, a fost ales de către studenți Profesor Bologna, al U.N.A.T.C. I.L. Caragiale București.
În mai 2025, Popescu a criticat decizia Curții Constituționale a României (CCR) de a restricționa accesul public la declarațiile de avere și interese – inclusiv informațiile privind bunurile și veniturile soților – descriind-o drept o amenințare la adresa siguranței naționale și a măsurilor anticorupție. În iulie a acelui an, a susținut că „tăcerea premierului Bolojan”, în cazul vicepremierului Dragoș Anastasiu, era una dintre „cele mai rele surprize” pe care le avusese vreodată.

## Afilieri
- Membru al Uniunii Cineaștilor din România (UCIN).

## Operă